# Rae Bareli
Rae Bareli é uma cidade e um conselho municipal no estado indiano de Uttar Pradesh. É a sede administrativa do distrito de Raebareli. A cidade está situada nas margens do rio Sai, 82 km (51 milhas) a sudeste de Lucknow. Possui muitos recursos e locais arquitetônicos, o principal dos quais é um forte.

## História, Etimologia e Pós-Independência
Raja Har Parshad "Taluqedar de Naseerabad", um Kayastha, nativo desta cidade, foi Nazim ou Comissário da Divisão Khairabad durante o reinado do ex-rei. Ele se juntou aos amotinados e foi para o Nepal com Begum Hazrat Mahal, da dinastia Oudh. Em 31 de dezembro de 1858, ao retornar após garantir a segurança dela, ele foi morto em uma batalha com o exército britânico.Ele foi homenageado com o título de "Lastville e o governador mais notório de Oudh". O distrito de Raebareli foi criado pelos britânicos em 1858 e recebeu o nome de sua cidade sede.[carece de fontes?]